# Prix Irène-Joliot-Curie
Ne doit pas être confondu avec prix Joliot-Curie.

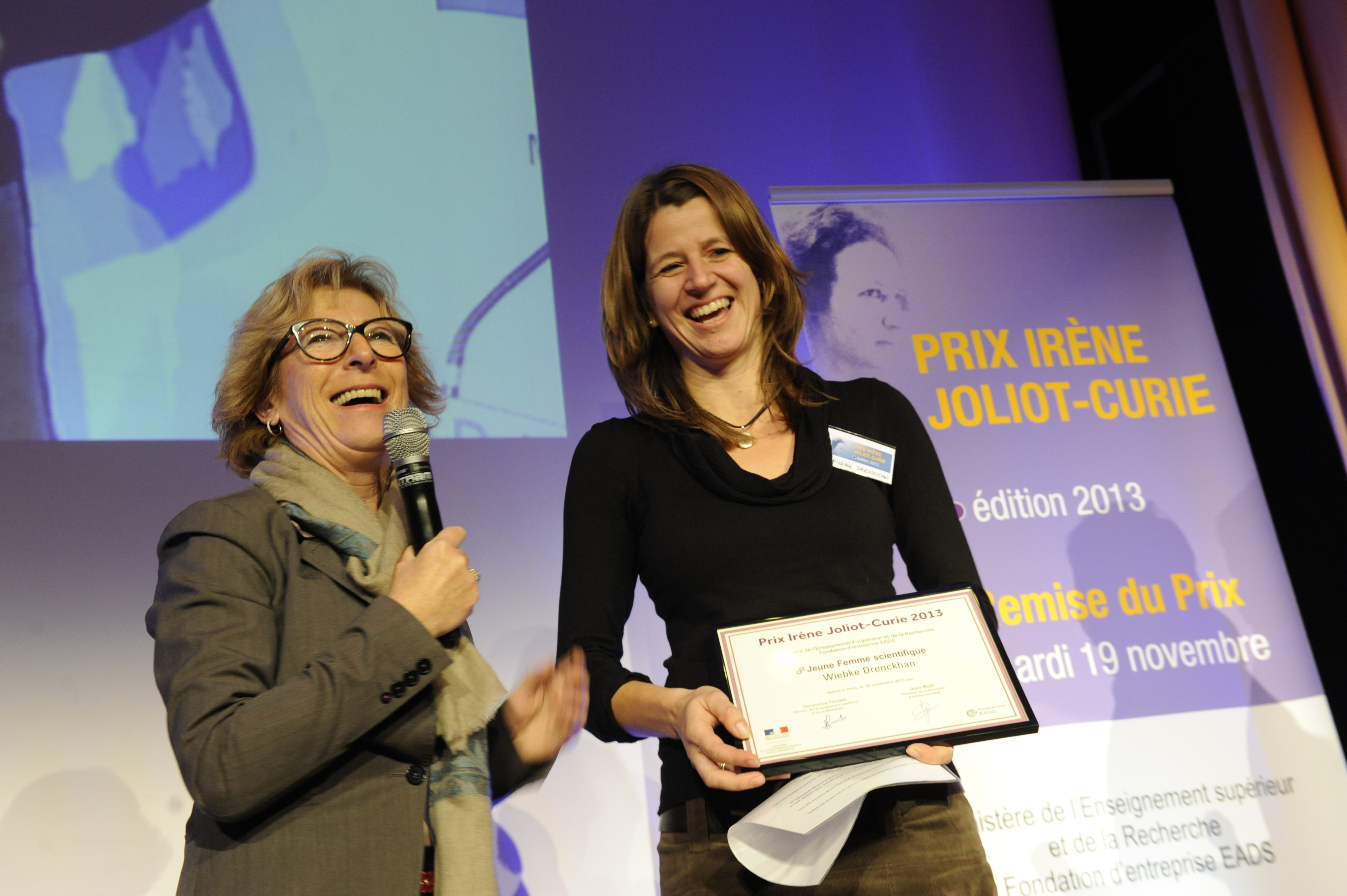
Wiebke Drenckhan, physicienne française, recevant le Prix Irène-Joliot-Curie 2013.

Le prix Irène-Joliot-Curie récompense depuis 2001 des femmes scientifiques qui se distinguent par la qualité de leurs recherches. Décerné par le ministère de l'Enseignement supérieur et de la Recherche français, la fondation d'entreprise Airbus Group, l'Académie des sciences et l'Académie des technologies, il vise à promouvoir « la place des femmes dans la recherche et la technologie en France ».
Le nom du prix a été choisi en l'honneur de la scientifique Irène Joliot-Curie.
Un premier prix Irène-Joliot-Curie avait été créé par la Société française de physique en décembre 1956 pour récompenser chaque année un travail dans le domaine de la physique nucléaire ou corpusculaire. Il a ensuite changé de nom en 1958 pour devenir le prix Joliot-Curie.
Depuis 2021, il existe quatre catégories de récompenses, assorties d'une dotation globale de 110 000 euros :
- catégorie Femme scientifique de l'année,
- catégorie Prix spécial de l’engagement,
- catégorie Jeune femme scientifique,
- catégorie Parcours femme entreprise.

Jusqu'en 2009, le jury attribuait également un prix dans la catégorie Mentorat.

## Liste des lauréates

### 2003-2009
| Année | Femme scientifique de l'année | Jeune femme scientifique | Parcours femme entreprise | Mentorat                                                           |
| ----- | ----------------------------- | ------------------------ | ------------------------- | ------------------------------------------------------------------ |
| 2003  | Françoise Héritier            |                          | Muriel Thomasset          | Association française des femmes ingénieurs                        |
| 2004  | Marie-Françoise Roy           |                          | Anne-Marie Jolly-Desodt   | Société internationale pour l'étude des femmes de l'Ancien Régime  |
| 2005  | Rose Dieng-Kuntz              | Béatrice Chatel          |                           | Ingénieur-e de demain de l’association OPE-URIS                    |
| 2006  | Cecilia Ceccarelli            | Julia Kempe              | Françoise Heilmann-Pascal |                                                                    |
| 2007  | Monique Combescure            | Hakima Mendil-Jakani     | Magali Vaissière          | Marie-Paule Cani                                                   |
| 2008  | Brigitte Senut                | Katell Berthelot         | Catherine Langlais        | Catherine Marry                                                    |
| 2009  | Michèle Leduc                 | Virginie Bonnaillie-Noël | Malika Haimeur            | Association française des femmes diplômées des universités (AFFDU) |

### 2010-2020
| Année | Femme scientifique de l'année  | Jeune femme scientifique         | Parcours femme entreprise |
| ----- | ------------------------------ | -------------------------------- | ------------------------- |
| 2010  | Alessandra Carbone             | Anne Peyroche                    | Françoise Soussaline      |
| 2011  | Anne-Marie Lagrange            | Laure Saint-Raymond              | Pascale Vicat-Blanc       |
| 2012  | Marina Cavazzana-Calvo         | Bénédicte Menez                  | Isabelle Buret            |
| 2013  | Valérie Masson-Delmotte        | Wiebke Drenckhan et Claire Wyart | Véronique Newland         |
| 2014  | Hélène Olivier-Bourbigou       | Virginie Courtier-Orgogozo       | Séverine Sigrist          |
| 2015  | Leticia Cugliandolo            | Rut Carballido Lopez             | Agnès Bernet              |
| 2016  | Françoise Briquel-Chatonnet    | Nathalie Carrasco                | Sylvaine Neveu            |
| 2017  | Nathalie Palanque-Delabrouille | Hélène Morlon                    | Aline Gouget              |
| 2018  | Lenka Zdeborová                | Dinh Thuy Phan Huy               |                           |
| 2019  | Françoise Lamnabhi-Lagarrigue  | Sophie Postel-Vinay              | Belinda Cowling           |
| 2020  | Fariba Adelkhah                | Céline Guivarch                  | Sandrine Lévêque-Fort     |

### Depuis 2021
| Année | Femme scientifique de l'année | Prix spécial de l’engagement     | Jeune femme scientifique                                      | Parcours femme entreprise    |
| ----- | ----------------------------- | -------------------------------- | ------------------------------------------------------------- | ---------------------------- |
| 2024  | Sylvie Méléard                | Céline Ternon                    | Aude Bernheim, Morgane Vacher et Marie Verbanck               | Kate Griève                  |
| 2023  | Anne Canteaut                 | Olga Paris-Romaskevich           | Virginie Galland-Ehrlacher, Claire de March et Laurette Piani | Marinela Radoiu              |
| 2022  | Bérengère Dubrulle            | Céline Bellard                   | Nina Hadis Amini                                              | Marjorie Cavarroc-Weimer     |
| 2021  | Julie Grollier                | Odile Launay et Vittoria Colizza | Cécile Charrier                                               | Odile Hembise Fanton d’Andon |